# Sachverständigenrat zur Begutachtung der gesamtwirtschaftlichen Entwicklung
Der Sachverständigenrat zur Begutachtung der gesamtwirtschaftlichen Entwicklung (abgekürzt SVR), umgangssprachlich die „fünf Wirtschaftsweisen“ genannt, ist ein Gremium, das im Jahr 1963 durch einen gesetzlichen Auftrag eingeführt wurde. Es befasst sich wissenschaftlich mit der gesamtwirtschaftlichen Entwicklung Deutschlands. Ziel ist die periodische Begutachtung der gesamtwirtschaftlichen Entwicklung zur Erleichterung der Urteilsbildung aller wirtschaftspolitisch verantwortlichen Instanzen sowie der Öffentlichkeit.
Zu diesem Zweck wird jährlich ein Gutachten erstellt, das der Bundesregierung bis zum 15. November zugeleitet wird. Spätestens acht Wochen nach Vorlage des Gutachtens nimmt die Bundesregierung im Rahmen des Jahreswirtschaftsberichts dazu Stellung. Darüber hinaus kann der Sachverständigenrat von der jeweiligen Bundesregierung mit der Erstellung von Sondergutachten beauftragt werden oder selbst ein Sondergutachten erstatten, wenn auf einzelnen Gebieten eine Gefährdung der gesamtwirtschaftlichen Ziele erkennbar ist.

## Entstehungsgeschichte des Sachverständigenrats

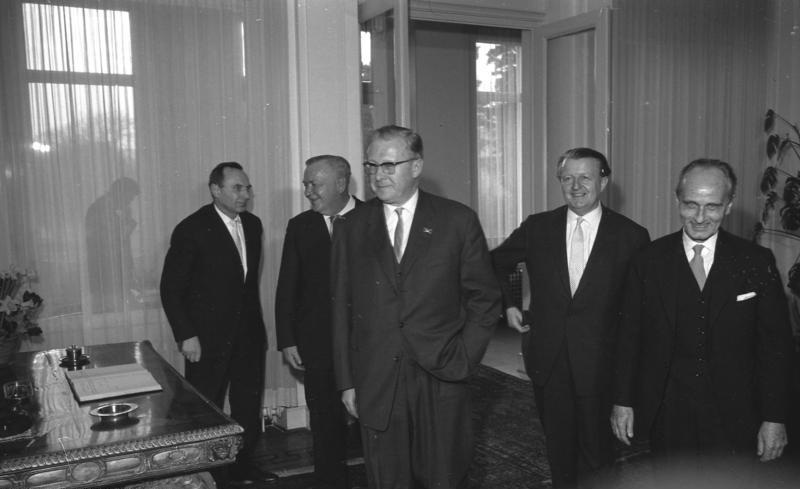
Die „fünf Weisen“ 1964 beim Bundespräsidenten

Die Existenz des Sachverständigenrats ist im Gesetz über die Bildung eines Sachverständigenrates zur Begutachtung der gesamtwirtschaftlichen Entwicklung rechtlich verankert. Dieses Gesetz wurde am 26. Juni 1963 vom Deutschen Bundestag verabschiedet. Jedoch reichen die Überlegungen, einen solchen Wirtschaftsrat zu bilden, weiter zurück.

### Erste Ideen für ein Beratungsgremium
Als Vorbild für den Sachverständigenrat gilt das US-amerikanische Council of Economic Advisers, dessen Nähe zum US-amerikanischen Präsidenten in der deutschen Diskussion um wissenschaftliche Beratung in den frühen Fünfzigerjahren kritisiert wurde. Auch war dem Council of Economic Advisers keine öffentliche Rolle zugedacht. Diese Rolle sollte der SVR jedoch haben. Er wurde als ein externes und unabhängiges Gremium konzipiert, „das sich in die öffentliche Diskussion einschalten sollte“.
Am 8. Juli 1956 schlug der Wissenschaftliche Beirat beim Bundesministerium für Wirtschaft und der Wissenschaftliche Beirat beim Bundesministerium für Finanzen in dem Gutachten Instrumente der Konjunkturpolitik und ihrer rechtlichen Institutionalisierung die Einrichtung eines jährlichen „Gesamtbild[s] in Form eines Wirtschaftsprogramms“ vor. In diesem jährlichen „Gesamtbild“ sollte die Bundesregierung über die Wirtschaftslage berichten und ihre für die kommende Zeitperiode vorgesehene Wirtschaftspolitik darlegen. Dieser Bericht sollte gesetzlich verankert und dem Parlament vorzulegen sein. Außerdem sollte eine „Zentralbehörde für volkswirtschaftliche Gesamtrechnung“ geschaffen werden, die von drei Fachkräften geleitet werden sollte. Der Hintergrund hierfür war, dass der wissenschaftliche Beirat beim Bundesministerium für Wirtschaft sich nicht mehr in der Lage sah, die statistischen Vorarbeiten für Gutachten zu leisten. Dies hatte finanzielle und personelle Gründe. Die Zentralbehörde sollte stattdessen diese statistischen Grundlagen liefern, aber auch als Beratungsorgan der Regierung und anderer öffentlicher Stellen dienen. Zu diesem Zeitpunkt hatten die FDP und die SPD bereits ähnliche Vorschläge gemacht, die hier aufgegriffen wurden. So hatte die FDP im Dezember 1955 einen Gesetzesantrag eingebracht, der einen „Konjunkturbeirat“ vorsah. Der Antrag fand jedoch im Bundestag keine Mehrheit. Auch der Vorschlag der SPD, einen „volkswirtschaftlichen Beirat“ einzurichten, fand keine Zustimmung.
Bundeswirtschaftsminister Ludwig Erhard stand einigen dieser Vorschläge skeptisch gegenüber und befürchtete unter anderem, dass durch diese institutionellen Veränderungen planwirtschaftliche Tendenzen in der Wirtschaftspolitik entstehen könnten. Erhard war jedoch an neutraler und sachlicher Information interessiert und wollte die vielen konkurrierenden Interessenkonflikte in der Wirtschaftspolitik, wie sie u. a. durch Politik und Gewerkschaften entstehen, vermeiden. Um dies zu erreichen, sollte die Meinung der Wissenschaft nicht mehr als vereinzelte Stimmen, die kaum Einfluss auf die Politik und Öffentlichkeit haben, in Erscheinung treten, sondern als starke, gebündelte Stimme in der öffentlichen Debatte vertreten werden.
Sein Ziel war deshalb eine „Versachlichung“ der wirtschaftspolitischen Debatten, was eine „Erleichterung einer Wirtschaftspolitik der Vernunft“ zur Folge haben sollte. Ihm lag außerdem an einer Informierung und Beratung der politischen Öffentlichkeit, weniger an einer Beratung der Regierung. Diese sah er durch das Ministerium für Wirtschaft ausreichend beraten.
1958 schlug Erhard gemeinsam mit Bundesarbeitsminister Theodor Blank ein „Sachverständigengremium für Wirtschafts- und Sozialpolitik“ vor. Der Vorschlag wurde jedoch vom Bundeskanzleramt und der CDU/CSU abgelehnt. Bundeskanzler Konrad Adenauer reagierte auf den Vorschlag mit Entrüstung und soll den Bundeswirtschaftsminister gefragt haben: „Erhard, woll’n Sie sich ’ne Laus in ’n Pelz setzen?“

### Verabschiedung des Gesetzes
Aufgrund dieser vehementen Ablehnung, auf die Erhards Vorschlag stieß, wurde die Idee zunächst verworfen und erst 1961 wieder aufgegriffen. Zu dieser Zeit gefährdete ein enormer Wirtschaftsboom die Preisstabilität und Lohnentwicklung in der BRD. Auch die von Erhard durchgesetzte D-Mark-Aufwertung konnte das Wachstum nicht bremsen.
Anfang 1962 schrieb Ludwig Erhard deshalb einen Brief an Adenauer, in dem er nochmals die Bildung eines Sachverständigenrats vorschlug, der für politische Entscheidungsträger und Tarifpartner eine gesamtwirtschaftliche Orientierung bieten und öffentlichen Druck ausüben sollte. Adenauer fürchtete jedoch genau dies, da er hier die Handlungsfreiheit und Entscheidungsfreiheit der Regierung eingeschränkt sah. Erhard gab aber dieses Mal nicht nach und fand auch Unterstützung in den Medien. Ein Gesetzentwurf wurde im Oktober 1962 von den Fraktionsvorsitzenden der CDU/CSU und der FDP als Initiativantrag in den Bundestag eingebracht, woraufhin der Bundestag einen Wirtschaftsausschuss mit der Überprüfung beauftragte. Der Ausschuss unterstützte den Antrag, nahm allerdings Änderungen am Entwurf vor. So wurde das generelle Empfehlungsverbot, wie es zunächst vorgesehen war, abgemildert (§ 2 SVRG). Erhard wollte damit Adenauers bereits geschilderte Besorgnis lindern. Ebenfalls wurde das Kooptationsverfahren, also die Berufung neuer Mitglieder durch Mitglieder des Rats, gestrichen. Stattdessen erfolgte die Berufung neuer Mitglieder nun durch den Bundespräsidenten auf Vorschlag der Bundesregierung (§ 7 SVRG).
Das Gesetz wurde am 14. August 1963 im Bundestag einstimmig verabschiedet und von Bundespräsident Heinrich Lübke und Vizekanzler Ludwig Erhard (nicht von Bundeskanzler Adenauer) unterzeichnet. Als Beratungsort des Sachverständigenrats einigte man sich auf das Statistische Bundesamt in Wiesbaden. Man wählte bewusst keinen Ort in Bonn, da man die politische Unabhängigkeit des Sachverständigenrats durch die räumliche Distanz von der Bundesregierung betonen wollte.
Ab Mitte des Jahres 2024 wird der Sachverständigenrat jedoch nach Berlin umziehen. Der wissenschaftliche Stab wird dort seine Arbeit verrichten können und auch die Beratungen sollen künftig dort stattfinden. Angestrebt werden damit eine stärkere Beratung der Politik und Möglichkeiten des Austauschs.

## Aufgaben des Sachverständigenrats
Die Aufgaben des Sachverständigenrates und die Berufung der Mitglieder sind in einem eigenen Gesetz zur Bildung eines Sachverständigenrates zur Begutachtung der gesamtwirtschaftlichen Entwicklung geregelt. Der gesetzliche Auftrag des Sachverständigenrats besteht darin, die gesamtwirtschaftliche Lage und ihre absehbare Entwicklung im Sinne einer Prognose darzustellen. Dabei soll nach Möglichkeiten gesucht werden, das Preisniveau stabil zu halten, Arbeitslosigkeit zu vermeiden und ein außenwirtschaftliches Gleichgewicht zu halten oder herzustellen. Dies solle alles im Rahmen der freien Marktwirtschaft und bei stetigem und angemessenem Wachstum geschehen. Die Verteilung von Einkommen und Vermögen soll ebenfalls berücksichtigt werden. Die wirtschaftliche Lage wird auch auf mögliche aktuelle Spannungen zwischen Nachfrage und Angebot untersucht. Dabei sollen eventuelle Fehlentwicklungen erörtert werden.
Der Rat verfolgt die als Magisches Viereck bezeichneten vier wirtschaftspolitischen Ziele: Stabilität des Preisniveaus (Geldwertstabilität), hoher Beschäftigungsstand, außenwirtschaftliches Gleichgewicht sowie stetiges und angemessenes Wirtschaftswachstum. Er darf in seinem Gutachten keinen Lösungsweg empfehlen.

## Mitglieder des Rates

### Berufungsregeln
Der Rat hat fünf Mitglieder, die vom Bundespräsidenten auf Vorschlag der Bundesregierung jeweils für die Dauer von fünf Jahren berufen werden. Die Mitglieder des Sachverständigenrates dürfen weder der Regierung oder einer gesetzgebenden Körperschaft des Bundes oder eines Landes noch dem öffentlichen Dienst oder einer sonstigen juristischen Person des öffentlichen Rechts angehören; ausgenommen sind Hochschullehrer und Wissenschaftler. Wiederberufungen sind möglich. Jeweils zum 1. März, dem Ende des Ratsjahres, endet die Berufungszeit eines Mitglieds durch die sogenannten rollierenden Wahlperioden der Räte.
Traditionsgemäß wird jeweils ein Mitglied auf Vorschlag des Gemeinschaftsausschusses der Deutschen Gewerblichen Wirtschaft („Arbeitgeberticket“) und der Gewerkschaften („Gewerkschaftsticket“) berufen. Mitglied auf dem Arbeitgeberticket ist Martin Werding, während Achim Truger auf Vorschlag der Gewerkschaften im Rat sitzt.

### Derzeitige Mitglieder
Mitglieder des Rates sind derzeit:
- Achim Truger (seit März 2019)
- Veronika Grimm (seit April 2020)
- Monika Schnitzer (seit April 2020, seit Oktober 2022 Vorsitzende[16])
- Ulrike Malmendier (seit September 2022)
- Martin Werding (seit September 2022)

### Ehemalige Mitglieder
- Wilhelm Bauer (Januar 1964–Juli 1974; Vorsitzender März 1964–Februar 1970)
- Paul Binder (Januar 1964–Februar 1968)
- Herbert Giersch (Januar 1964–Februar 1970)
- Harald Koch (Januar 1964–Mai 1969)
- Fritz W. Meyer (Januar 1964–Februar 1966)
- Wolfgang Stützel (Februar 1966–September 1968)
- Manfred Schäfer (März 1968–Juli 1970)
- Norbert Kloten (Juni 1969–April 1976; Vorsitzender März 1970–Februar 1976)
- Claus Köhler (Dezember 1969–Februar 1974)
- Olaf Sievert (Mai 1970–Februar 1985; Vorsitzender März 1976–Februar 1985)
- Armin Gutowski (Dezember 1970–Februar 1978)
- Gerhard Scherhorn (Mai 1974–Februar 1979)
- Kurt Schmidt (August 1974–Mai 1984)
- Gerhard Fels (Juni 1976–Februar 1982)
- Horst Albach (Mai 1978–Februar 1983)
- Werner Glastetter (August 1979–August 1981)
- Hans-Jürgen Krupp (März 1982–Februar 1984)
- Hans Karl Schneider (Juli 1982–Februar 1992; Vorsitzender März 1985–Februar 1992)
- Ernst Helmstädter (März 1983–Februar 1988)
- Dieter Mertens (März 1984–Februar 1986)
- Dieter Pohmer (Juli 1984–Februar 1991)
- Helmut Hesse (März 1985–November 1988)
- Rüdiger Pohl (Juli 1986–Februar 1994)
- Otmar Issing (April 1988–September 1990)
- Herbert Hax (März 1989–Februar 2000; Vorsitzender März 1992–Februar 2000)
- Horst Siebert (Januar 1991–Februar 2003)
- Rolf Peffekoven (April 1991–Februar 2001)
- Juergen B. Donges (April 1992–Februar 2002; Vorsitzender März 2000–Februar 2002)
- Wolfgang Franz (Mai 1994–Februar 1999; März 2003–Februar 2013; Vorsitzender März 2009–Februar 2013)
- Jürgen Kromphardt (März 1999–Februar 2004)
- Bert Rürup (März 2000–Februar 2009, Vorsitzender März 2005–Februar 2009)
- Wolfgang Wiegard (März 2001–Februar 2011; Vorsitzender April 2002–Februar 2005)
- Axel A. Weber (März 2002–April 2004)
- Peter Bofinger (März 2004–Februar 2019)
- Beatrice Weder di Mauro (Juni 2004–Februar 2012)
- Christoph M. Schmidt (März 2009–Februar 2020; Vorsitzender März 2013–Februar 2020)
- Lars Feld (März 2011–Februar 2021; Vorsitzender März 2020–Februar 2021)
- Claudia M. Buch (März 2012–Mai 2014)
- Volker Wieland (März 2013–April 2022)[17]
- Isabel Schnabel (Juni 2014–Dezember 2019)

## Kritik
Der Sachverständigenrat steht immer wieder in der Kritik. Eine grundsätzliche Kritik lautet, dass er seine im Gesetz festgelegten Aufgaben überwiegend nicht oder kaum erfülle. Umgekehrt missachte er regelmäßig das Verbot, Empfehlungen auszusprechen. Der ehemalige „Wirtschaftsweise“ Hans-Jürgen Krupp sagte gegenüber dem Handelsblatt, unabhängige, neutrale Wirtschaftswissenschaft sei eine Fiktion, und der SVR solle von dem „Deckmäntelchen der Neutralität“ befreit und in ein Beratungsgremium umgewandelt werden, das die jeweilige Regierung bei der Verfolgung ihrer Ziele unterstützt. Alternativ wird gefordert, dem Sachverständigenrat solle eine breitere Sicht auf sein Aufgabenfeld ermöglicht werden, indem seine Zusammensetzung entsprechend dem Stand der Wissenschaft reformiert werde.
Obwohl das Ziel der Mitglieder des SVR darin besteht, ihre Gutachten einhellig zu erstellen, gab es in der Vergangenheit auch unterschiedliche Deutungen. Die Folge waren nicht immer klare Empfehlungen. So bestand Peter Bofinger wiederholt auf Minderheitsvoten, die im Jahresgutachten abgedruckt werden mussten.
Zu der Empfehlung des SVR in seinem Jahresgutachten 2013/2014, wegen der kalten Progression sei eine Anpassung des Einkommensteuertarifs „überfällig“, schrieben drei Ökonomen in der Zeitschrift Wirtschaftsdienst, diese beruhe auf zweifelhaften Argumenten. Insbesondere sei die Wahl des Jahres 2006 als Referenzjahr mit angeblich mittlerer Belastung „mehr als befremdlich“, denn dieses sei „ganz offensichtlich“ ein Jahr mit geringer Belastung gewesen. Das müsse dem SVR auch bekannt gewesen sein, da er es in seinem Gutachten 2011, in dem er noch keinen akuten Handlungsbedarf wegen der kalten Progression gesehen hatte, selbst festgestellt habe. Das Handelsblatt interpretierte dies als indirekte Unterstellung einer Manipulationsabsicht und berichtete von weiteren Ungereimtheiten.
Dieter Plehwe schrieb 2024 in einer Studie, dass der Rat „durch ein permanentes ökonomisches Krisenbewusstsein“ in Politik und Gesellschaft seit den 1980er Jahren „fast den Status einer wirtschaftsliberalen Glaubenskongregation“ erlangte. Als Nachweis müsse man sich nur die Bezeichnung der Gremienmitglieder als „Wirtschaftsweise“ vor Augen führen. Diese haben zwischen 1982 und 2017 „fast durchgehend“ wirtschaftsliberale Konzepte empfohlen und seien damit „wirtschaftspolitisch einseitig“. Die Reputation des Gremiums habe dazu geführt, dass ein Eindruck der Alternativlosigkeit entstanden sei.

## Vergleichbare Gremien
Ähnliche Funktionen erfüllen der Rat für Wirtschaftsanalyse in Frankreich und das Council of Economic Advisers der USA. Der Wirtschaftsrat von Kanada wurde 1992 aufgelöst.
Das Landesökonomiekollegium wurde 1842 in Preußen gegründet.